# Boguszyce, Hạt Stargard
Boguszyce [bɔɡuˈʂɨt͡sɛ] (Burghagen của Đức) là một khu định cư ở khu hành chính của Gmina Dolice, thuộc hạt Stargard, West Pomeranian Voivodeship, ở phía tây bắc Ba Lan.
Trước năm 1945, khu vực này là một phần của Đức. Đối với lịch sử của khu vực, xem Lịch sử của Pomerania.